# Муз-Эко '90

Плакат-календарь, выпущенный оргкомитетом фестиваля Автор: Андрей Павловский

«Муз-Эко '90» — международный музыкальный фестиваль, посвящённый 50-летию со дня рождения Джона Леннона и 10-летию его гибели. Проводился в Донецке на стадионе «Локомотив» в течение 24 часов со 2 на 3 июня 1990 года. Являлся откликом на проект по борьбе с загрязнением окружающей среды «Зелёный мир», осуществляемый вдовой Леннона, Йоко Оно.
Фестиваль организован международной ассоциацией «Спасём мир и природу» (СМиП), главным управлением культуры исполкома Моссовета, Государственным центральным концертным залом «Россия» и донецким театром НТТМ «Труд». Директорами программы фестиваля выступили Виталий Марушов, Анатолий Иванов (будущий создатель компании Gold Music), Георгий Кузнецов и Анатолий Сиротюк (будущие создатели премии «Овация»), Алексей Рязанцев. Режиссёр-постановщик фестивальной программы — Сергей Винников. Ведущие фестиваля — Сергей Шустицкий, Игорь Силиверстов, Владимир Вахрамов.
В нём приняли участие трио «Меридиан», шоу-группа «На-На», ансамбль «Песняры», ансамбль «Русская песня» и ансамбль «Виола» (Донецк), Ирина Отиева, группа «Браво», группа «Слухи о большой волне» (США) и группа «Бригадиры» (СССР), Александр Дольский, Илона Броневицкая, Олег Кацура и группа «Нетелефонный разговор», Валентина Легкоступова и группа «Брэвис», Рома Жуков и группа «Маршал», группа «Леди Стайл», Александр Тиханович и Ядвига Поплавская, группа «Секрет», Гинтари (США), группа «Маленький принц», Анатолий Полотно и группа «Лоц-мэн», Александр Ленский, Андрей Державин и группа «Сталкер», Сергей Крылов, группа «Венус Флайтрэп» (Финляндия), «Мираж» (солистка — Татьяна Овсиенко), Сергей Шустицкий, группа «Блинд Питишн» (Австрия), Крис Кельми и «Рок-Ателье», группа «Блиц» (Тбилиси), группы «Ария» и «Мастер», Игорь Тальков и группа «Спасательный круг», группа «СССР», Вячеслав Малежик, «Кино», Лариса Долина и группа «ООН».
Фестиваль был показан в эфире Первой программы ЦТ 22 августа 1990 года.

## Группа «Кино» на фестивале

Концерт группы «Кино» на фестивале

На фестивале было единственное выступление группы «Кино» в Донецке.
Первый концерт был дан с опозданием, группа не могла вылететь в Донецк из-за нелётной погоды. Музыканты дали два электрических концерта в первый и во второй день фестиваля. В первый день их выход на сцену представил Сергей Шустицкий, а во второй — Игорь Силиверстов.
2 июня в 1 час ночи были исполнены:
1. Звезда по имени Солнце
2. Война
3. Стук
4. Пачка сигарет
5. В наших глазах
6. Группа крови
7. Перемен

3 июня были исполнены:
1. Звезда по имени Солнце
2. Последний герой
3. Бошетунмай
4. Пачка сигарет
5. Стук
6. Группа крови
7. Перемен

В титрах телеверсии фестиваля указано, что Виктор Цой погиб во время подготовки передачи к эфиру. Запись концерта известна как «последняя съёмка ЦТ» группы с Виктором Цоем. После выступления в Донецке группа «Кино» дала ещё порядка 10 концертов. Также из-за несогласованности с телевидением группа сначала хотела отменить концерт, а потом с трудом получила плёнку с записью концерта.